# ケーニグセグ・ジェスコ
ジェスコ（Jesko）はスウェーデンの自動車メーカーケーニグセグが開発したハイパーカーである。

## 概要
ケーニグセグ創立25周年となる2019年のジュネーヴ・モーターショーで初出展。2011年から販売されていたスーパーカー､アゲーラの後継であり、One:1に続く「メガ・カー」の第2弾となる。
車名はケーニグセグ創業者のクリスティアン・フォン・ケーニグセグの父、ジェスコ・フォン・ケーニグセグに由来する。なお、メディア等で用いられる日本語名は「ジェスコ」だが、Jeskoの発音としては「イェスコ」が近い。

## メカニズム

### エンジン

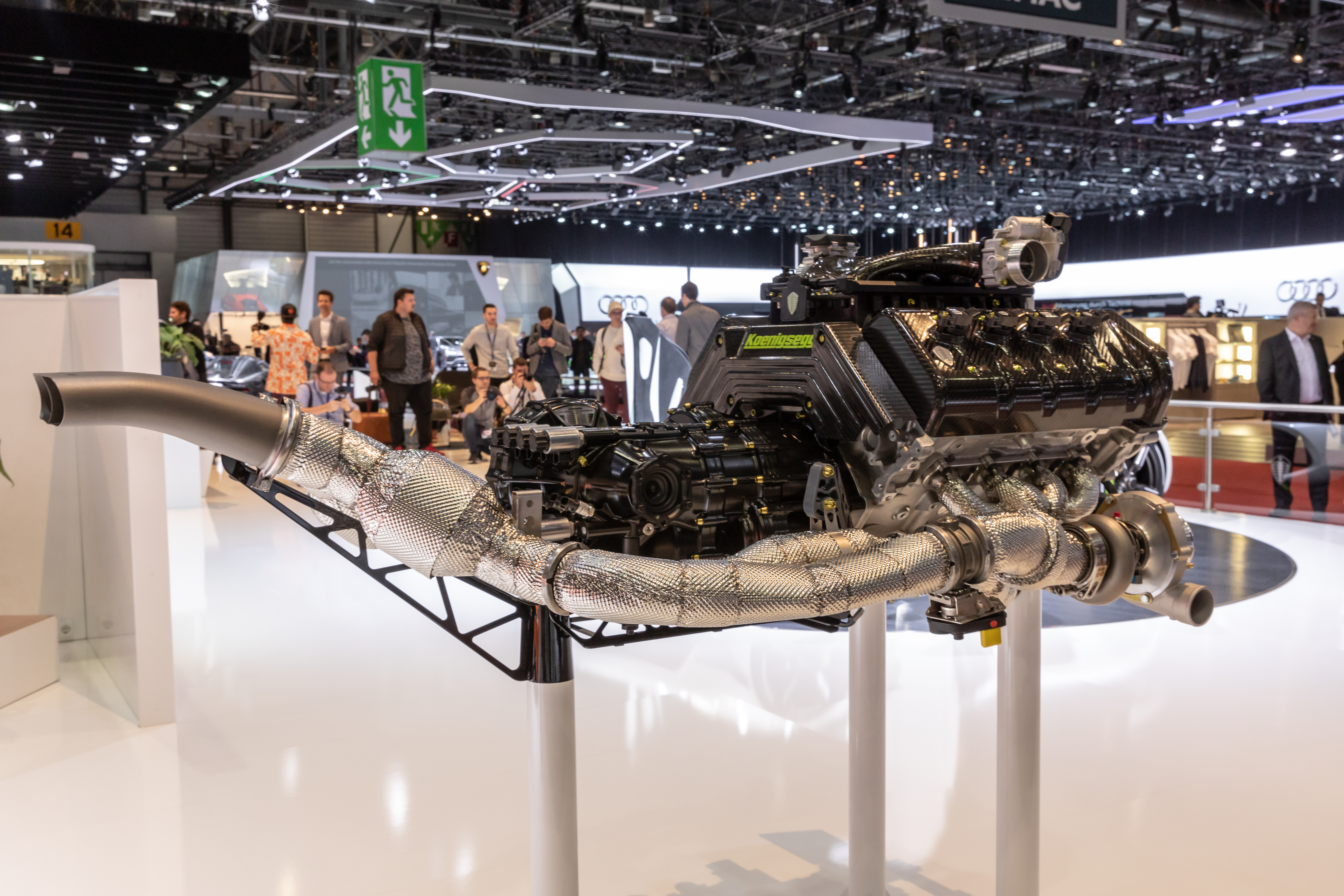
ジェスコに搭載される5.0 L V型8気筒ツインターボエンジン

搭載されるエンジンは、ケーニグセグ自製の5.0 L V型8気筒DOHC ツインターボエンジンで、内径x行程は92 mm × 95.25 mm、圧縮比は8.6:1。通常のハイオクガソリン使用時のスペックは1,298 PS・102 kgf·m/2,700〜6,170 rpmだが、E85と呼ばれるガソリン15 ％+エタノール85 ％の混合燃料を使用することで1,625 PS・153 kgf·m/5,100 rpmにアップする。
このエンジンはアゲーラに搭載されていたユニットを改良したもので、エアダクトやフラットプレーンクランクシャフトを新規設計し、5 kgの軽量化とレブリミットの高回転化（8,250 rpm→8,500 rpm）がなされている。エンジンマウントはレゲーラと同一の部品が使用され、エンジン振動の低減を図っている。
ターボチャージャーにはカーボンファイバー製のエアタンクが20個装備され、大容量のエアインジェクターを介して20 barの圧縮空気が送られる。これにより、ターボラグの解消や大幅なブーストアップを可能とした。

### パワートレイン
ケーニグセグが独自に開発した「ライト・スピード・トランスミッション（LST）」と呼ばれる9速マルチクラッチトランスミッションが組み合わせられる。従来のデュアルクラッチトランスミッション（DCT）では不可能であった、隣接するギア以外へのシフトチェンジ（いわゆる「飛ばしシフト」）を可能としたことが大きな特徴。シフトラグは20ミリ秒で、本体重量も90 kgと軽量に収まっている。

### シャシー

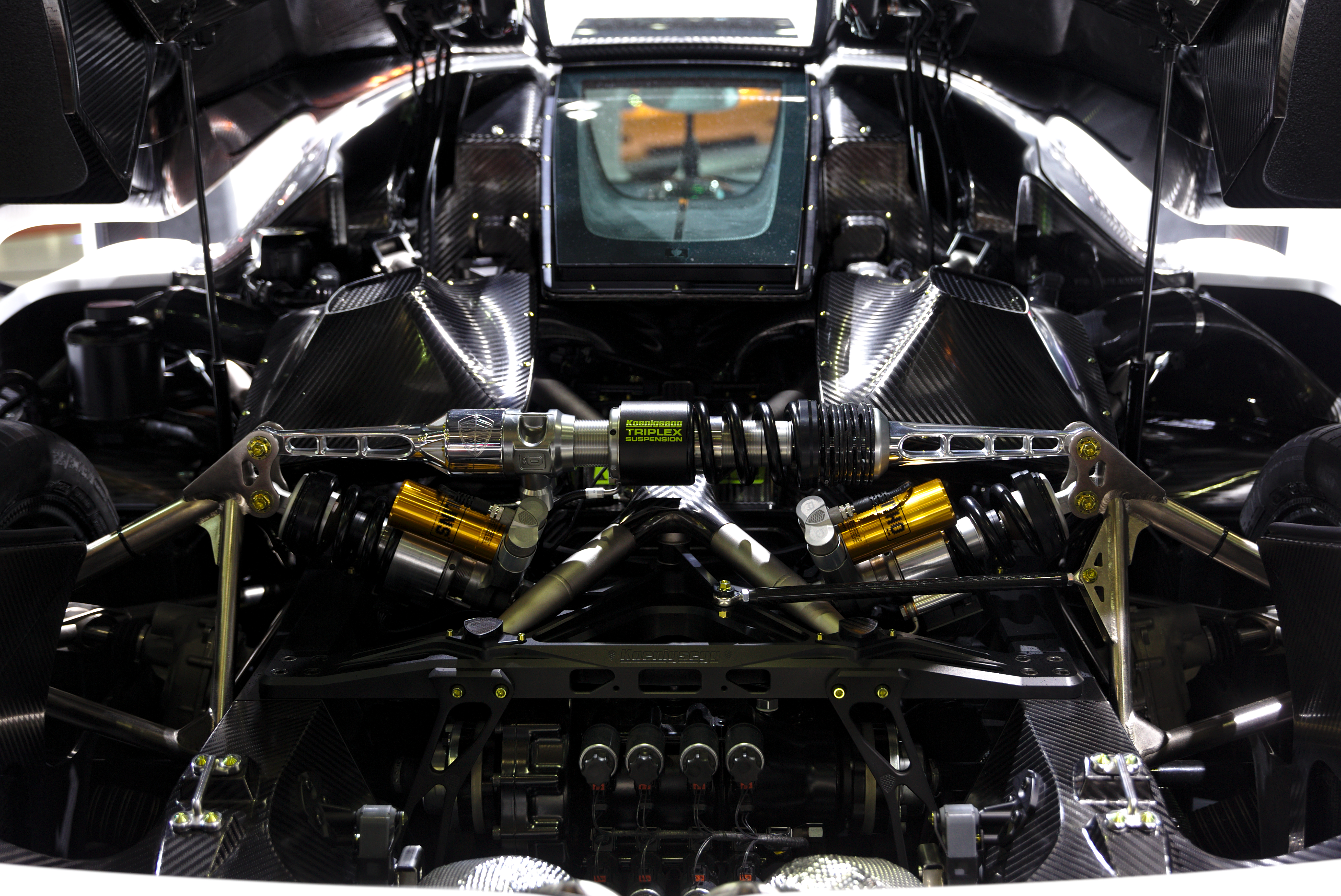
トリプレックス・ダンパーシステム

従来モデルで実績のあるオーリンズ製ダンパーを引き続き採用。One:1のリアで採用された「トリプレックス（Triplex）」と呼ばれるダンパーシステムをフロントにも組み込むことで、乗り心地と走行安定性の向上を目指した。
カーボンファイバー製のモノコックは完全新設計で、ボディサイズはアゲーラと比べて全長で40 mm、全高で22 mm大きくなった。

### タイヤ

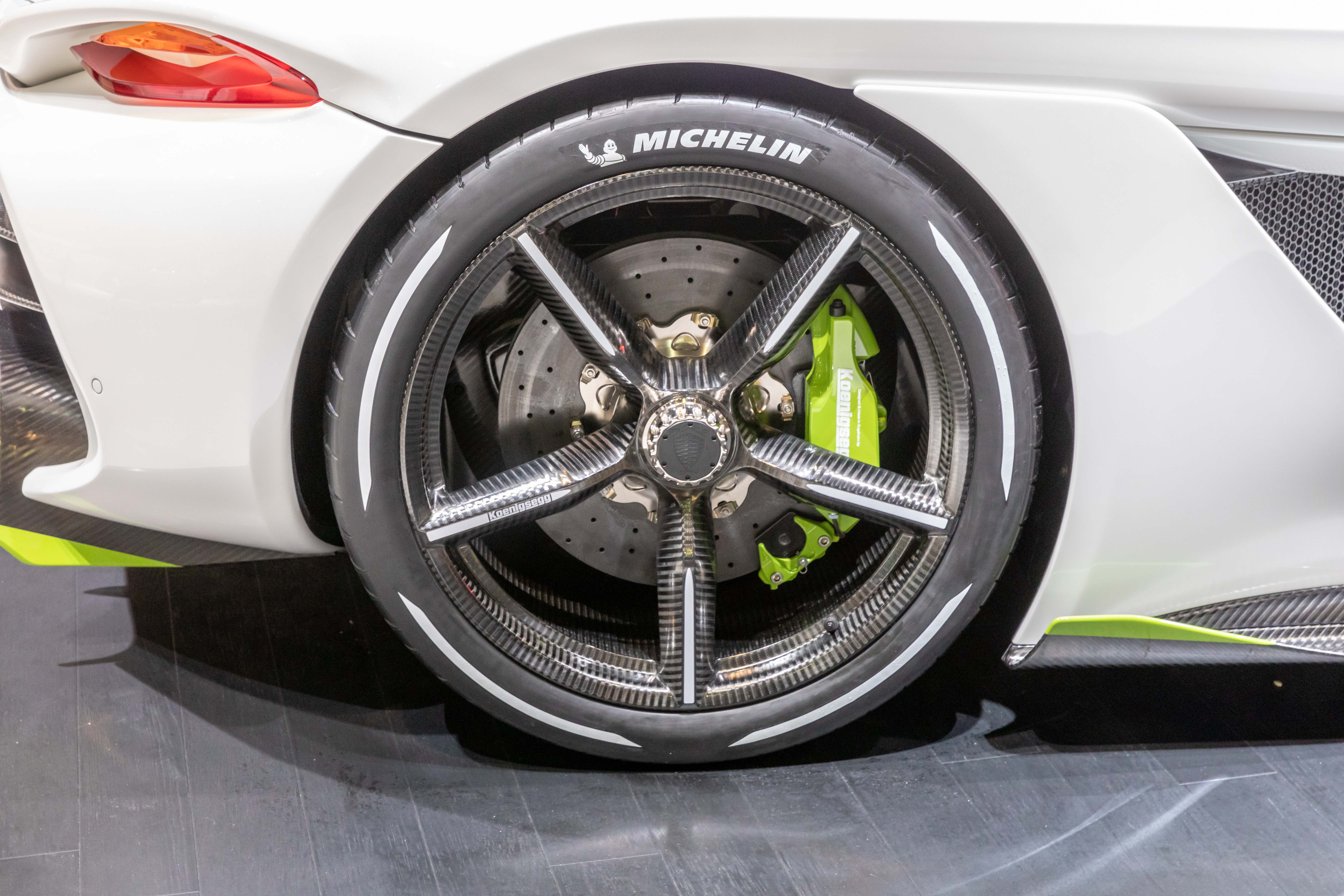
カーボン製ホイール（オプション）

ミシュラン製の「PILOT SPORT CUP 2」が標準装備。タイヤサイズはフロント265/35R20、リア345/30R21。オプションでサーキット向けスポーツタイヤの「PILOT SPORT CUP 2 R」も用意される。
ホイールはアルミニウム製のセンターロック式が標準装備。オプションでカーボン製ホイールに変更することも可能。
ブレーキは4輪ともカーボンセラミック製のベンチレーテッドディスク式である。

## デザイン

### インテリア

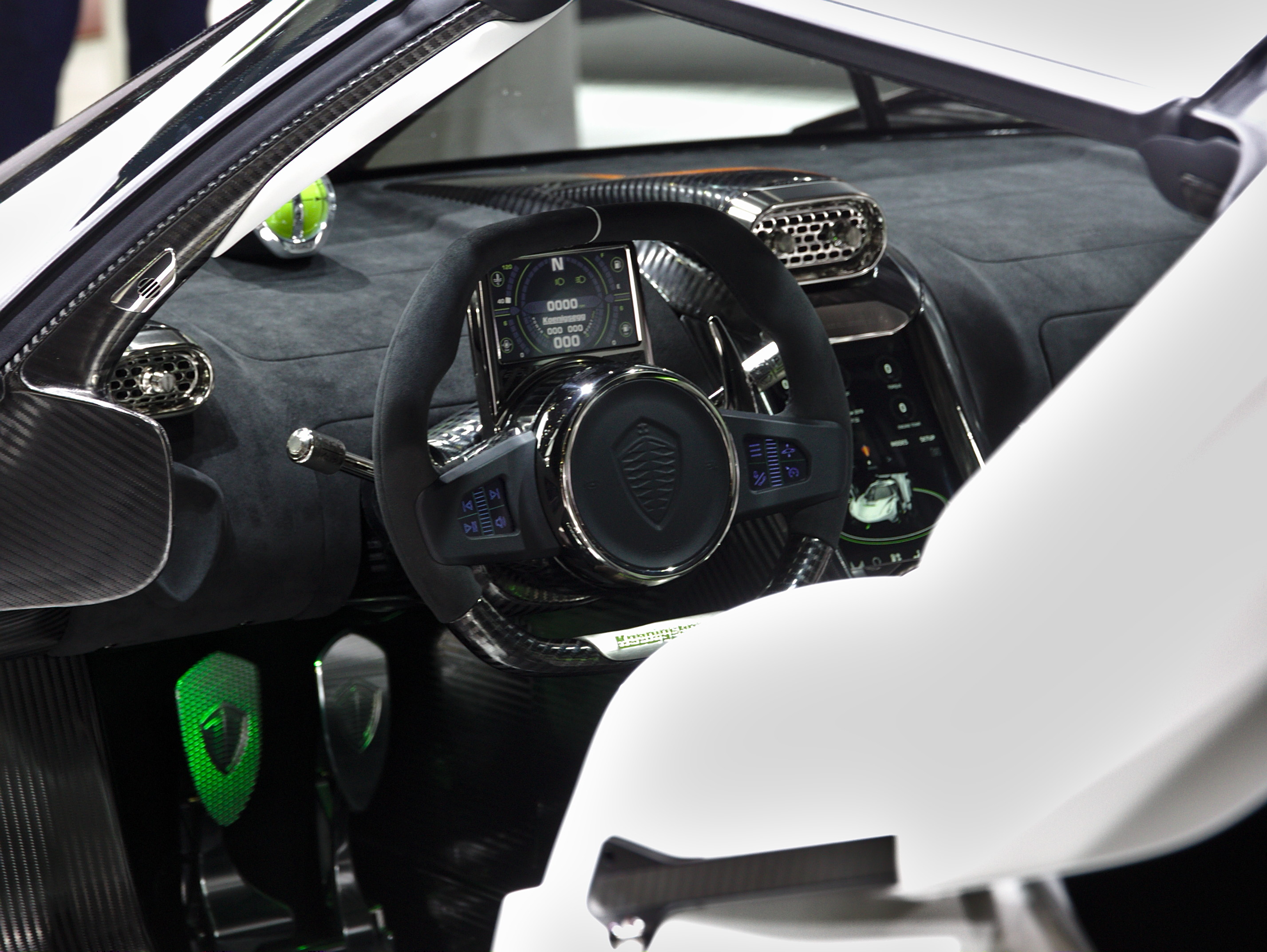
室内

新設計のモノコックによって、居住性とドライビングポジションの改善がなされた。軽量化を最優先としながらも、オートエアコン、9.0インチ画面のコネクテッドシステム、Apple CarPlay、USBポートといった快適装備を備える。
メーターは5.0インチの液晶スクリーン式で、ステアリングホイールのスポークに取り付けられたスクリーンと併せて各種情報を表示する。シートはカーボンファイバー製の電動調整式である。

### エクステリア

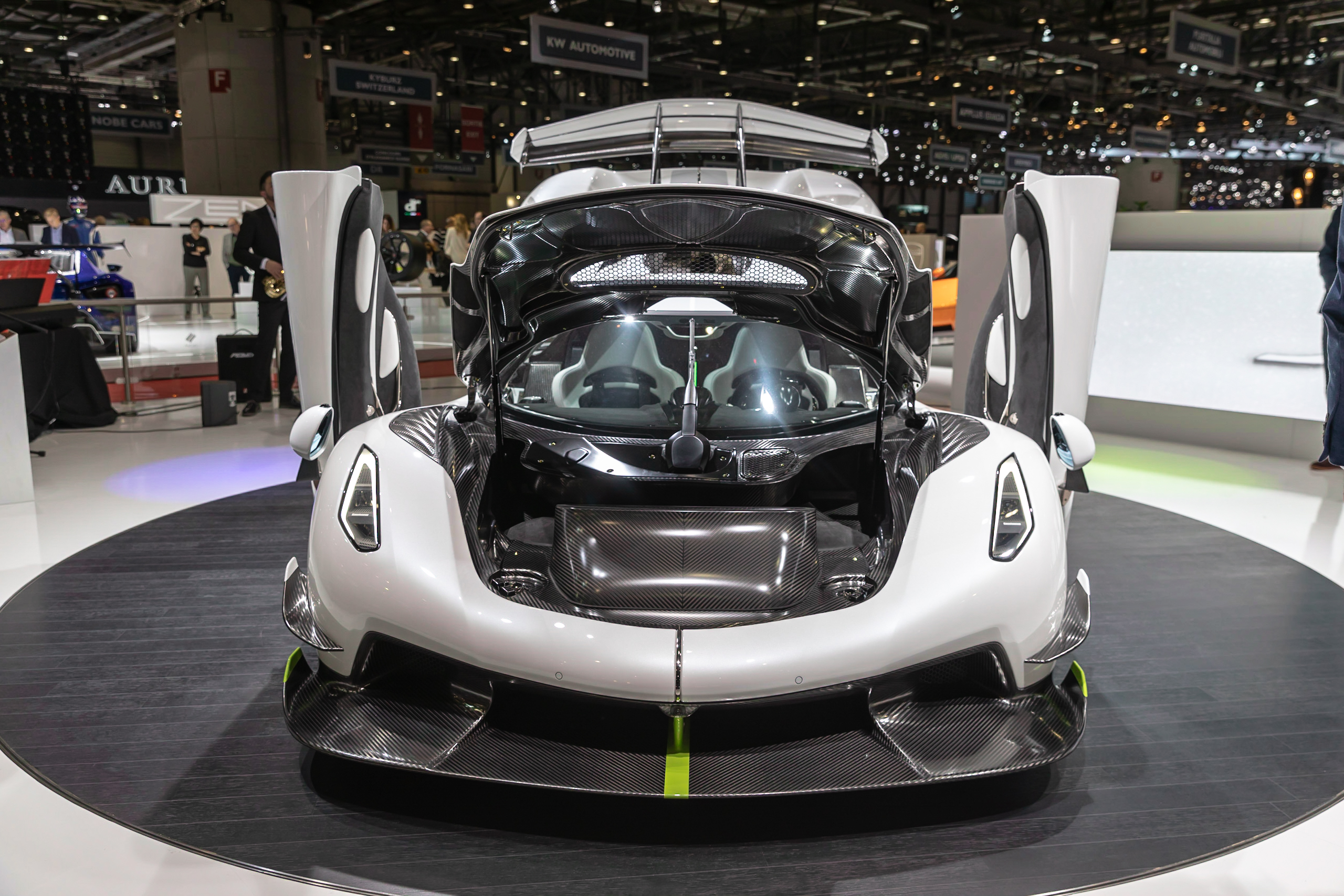
ドアを開放した状態

サイドドアは従来モデルと同様にラプタードア方式を採用。「オートスキン」と呼ばれるタッチレスエントリー機能を搭載しており、ドアやフロントのラゲッジフード、リアのカウルが遠隔で開閉できる。前後のアクスルを油圧で持ち上げて最低地上高を上げる機能も備わっており、ドアの開閉時には自動的に動作する。
ルーフはネジで固定された脱着式で、オープンカースタイルにすることも可能である。
エアロパーツはフロントにカーボン製の大型スプリッター、リアにブーメラン型ウィングを装備し、250 km/h走行時に800 kg、最大で1,400 kgのダウンフォースを発生させる。Cd値は0.28。

## バリエーション

### ジェスコ
125台の限定生産で、販売価格は300万ユーロ（約3億7880万円）。すでに完売しており、2022年春からデリバリーが開始される予定。日本国内では実業家の前澤友作が1台オーダーしている。そして、2025年2月に納車された。最高速度は482 km/h。

### ジェスコ・アブソリュート

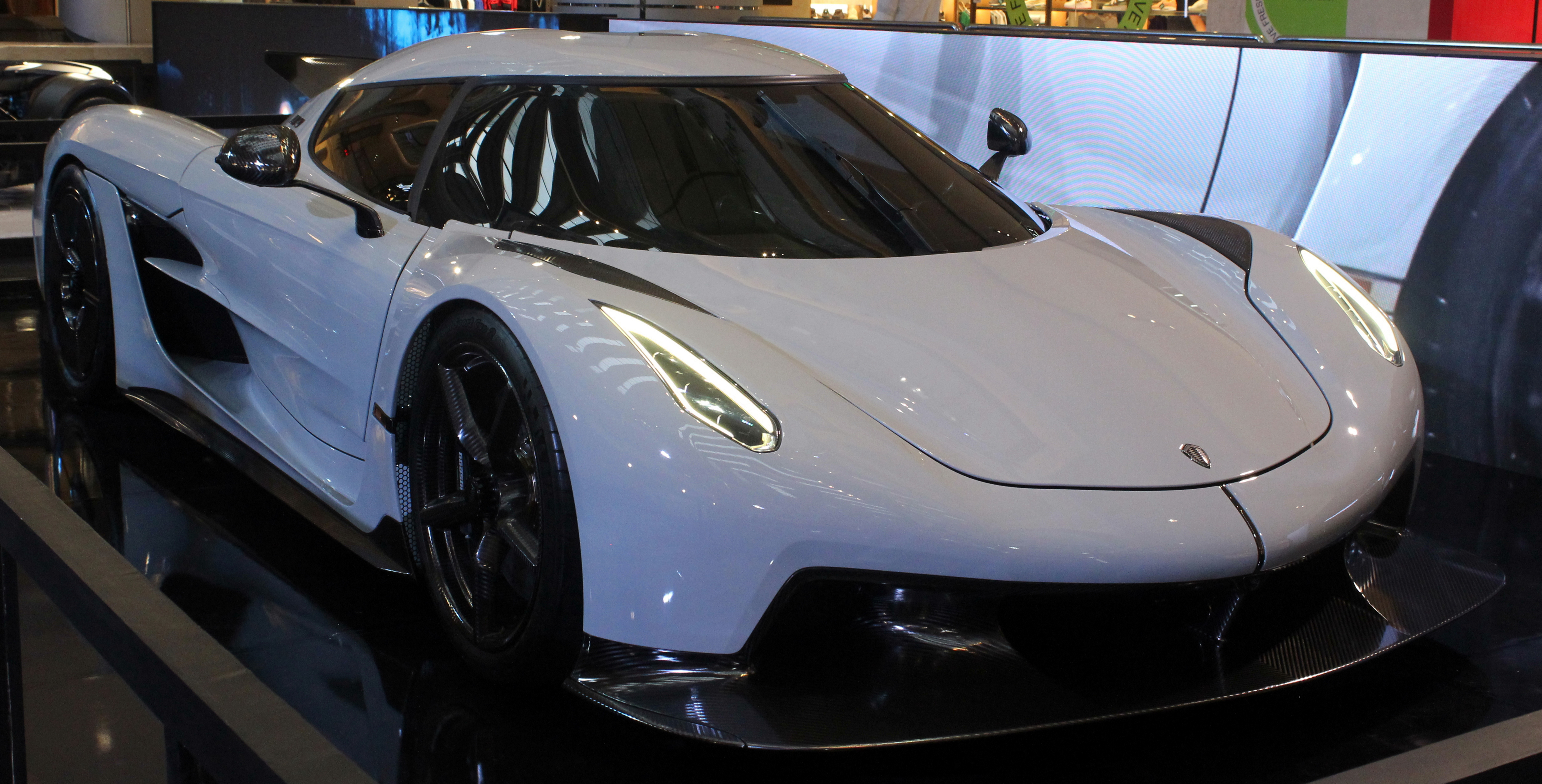
ジェスコ・アブソリュート

2020年3月3日に発表された、ケーニグセグ最速を目指して開発された最高速仕様。アブソリュートとは「完全無欠」を意味する。フロントスプリッターとリアウィングは取り外され、新たにV字状に配された一対のフィンをリアカウルに設置。これによりダウンフォースは250 km/h走行時に40 kg、最大でも50 kgに抑えられ、Cd値は0.278に向上した。その他にも高速安定性の向上のため、リアホイールには脱着可能なカバーが取り付けられ、テールには85 mm延長されたエアロテールを採用している。エンジンとトランスミッションは標準仕様から変更ない。明確な最高速度は不明だが、480 km/hが可能な性能を持っており、適した条件下で理論上では最高速度531 km/hに到達する。2023年7月に「0-400-0km/h」タイムアタックで27.83秒という新記録をマークした。

### ジェスコ・チェリーレッドエディション
カーポータル「ラグジュアリー・アンド・エクスペンシブ」が発表したモデル。深い輝きを持つ赤いボディカラーが特徴で、そこにエクスポーズド・カーボンを使用したフロントスポイラー、エアベント、サイドステップ、リアウイング、リアディフューザー等が装着され、ホイールもカーボン製になっている。カーボンホイールはフロント6,7 kg、リア8,4 kgと発表されている。エンジンは標準モデルのジェスコと同じ。

### ジェスコ・ヒュドラー
ジェスコをベースにしたワンオフモデル。「ヒュドラー」とは、ギリシャ神話に登場する代表的な怪物の一つで、ヘラクレースによって退治された「12の功業」の一つ。トレミーの48星座の1つであるうみへび座もヒュドラーのことを指す。
エクステリアはパープルカーボンボディで、光の加減によってパープルの色合いが大幅に変化して見える特殊な塗料を使用している。また、カスタムエアロパッケージを採用し、フロントスプリッターや、両サイドのツインカナード、ルーバー付きフロントフェンダー、巨大なシャークフィンなどが採用されている。リアフェンダーには"HYDRA"の文字、シャークフィンにはヒュドラーの紋章がパープルで表記されている。
インテリアはブラックを基調とし、ステアリングホイールにはパープルレザーを使用。助手席のダッシュボードには"HYDRA"のエンボス加工がされている。フルアルカンターラのスポーツシートにはパープルのカラードステッチとヒュドラーのロゴがヘッドレストにエンボス加工されている。

### ジェスコ・オーディン
ジェスコをベースにしたワンオフモデル。「オーディン」とは北欧神話の主神にして戦争と死の神で、詩文の神でもあり吟遊詩人のパトロン。
ボディカラーはベースとなるカーボンボディに、本物のゴールドがフレーク状にして加味されている。また、標準のジェスコではカーボンパーツになっているフロントカナードやフロントフードダクト、スポイラーエンド、サイドミラーステー、リアマフラーフィニッシャー、フロントエンブレムなどがゴールドで塗装されている。また、リアウイングの裏側には"Koenigsegg"の文字が入っている。
ゴールドをふんだんに使用しているため、ボディカラーだけで1億円と言われており、どの角度から見てもゴールドアクセントが見えるようになっている。オーナーはMarcという人物である。